# Villains (Film)
Villains (engl. für „Schurken“) ist ein Thriller von Dan Berk und Robert Olsen, die auch das Drehbuch schrieben. Die schwarze Komödie feierte am 9. März 2019 beim South by Southwest Film Festival ihre Premiere und kam am 20. September 2019 in die US-Kinos.

## Handlung
Jules und Mickey, zwei amateurhafte Kriminelle, brechen in einem Vorort in ein Haus ein und entdecken ein dunkles Geheimnis. Die sadistischen Hausbesitzer halten im Keller ein Mädchen gefangen und setzen nun alles daran, auch die beiden Einbrecher im Haus zu behalten.

## Produktion
Regie führten Dan Berk und Robert Olsen, die auch das Drehbuch schrieben.
Der Film feierte am 9. März 2019 beim South by Southwest Film Festival seine Premiere. Ein Kinostart in den USA erfolgte am 20. September 2019.

## Rezeption

### Kritiken
Bislang konnte der Film 85 Prozent aller Kritiker bei Rotten Tomatoes überzeugen und erhielt hierbei eine durchschnittliche Bewertung von 7,1 der möglichen 10 Punkte.

### Auszeichnungen
South by Southwest Film Festival 2019
- Nominierung für den SXSW Film Design Award – Excellence in Title Design (Matt Reynolds)